# シャトレ＝レ・アル駅
シャトレ＝レ・アル駅（フランス語: Gare de Châtelet - Les Halles）は、フランス・パリの中心部にあるRERの駅。RERのA・B・D線が乗り入れており、イル・ド・フランス地域圏のほぼ全域にアクセスできる。またメトロのシャトレ駅（1・4・7・11・14号線）、レ・アル駅（4号線）と乗り換えが可能である。

## 歴史
現在駅のある場所は古くから商業の中心地であり、12世紀には中央市場（レ・アル）の原型が誕生した。第二次世界大戦後、1959年には市場を郊外に移転することが決定し、さらに1960年代にRERの構想が具体化すると、この場所に各線を接続するターミナル駅を建設することになった。1971年に市場はランジスに移転し、跡地で駅とフォーラム・レ・アルの工事が始まった。
1977年12月9日にA線、B線の駅が開業した。またこれに合わせてメトロのレ・アル駅が移設された。フォーラム・デ・アルは1979年に開業している。この時点ではB線は南方向への折り返し駅だったが、1981年12月10日にシャトレ-レ・アル駅 - パリ北駅間が開業し中間駅となった。1987年9月27日にはD線がB線の線路を利用する形で北側から乗り入れた。1995年にはD線のシャトレ-レ・アル - リヨン駅間が開業した。

## 駅構造
地下駅であり、地下ショッピングセンターのフォーラム・デ・アルと一体化した構造をしている。地下4階部分にコンコース、地下5階にホームがある。駅施設のすべてが地下にある。駅から地上への直接の出口はなく、メトロの駅構内かフォーラム・デ・アルを通らなければならない。
ホームは南北方向に島式ホーム4面7線がある。中央の1線は両側を2つのホームに挟まれている。ホームは西から順に以下のように使い分けられている。
| 番線 | 路線 | 行先                                                                         |
| ---- | ---- | ---------------------------------------------------------------------------- |
| 1A   | A線  | リヨン、ボワシー＝サン＝レジェ、マルヌ＝ラ＝ヴァレ・シェシー方面             |
| 1B   | B線  | サン＝ミッシェル＝ノートルダム、ロバンソン、サン＝レミ＝レ＝シュヴルーズ方面 |
| 3    | D線  | リヨン、ムラン、マルゼルブ方面                                               |
| Z    | D線  | 折り返し                                                                     |
| 4    | D線  | パリ北、クレイユ方面                                                         |
| 2B   | B線  | パリ北、シャルル・ド・ゴール空港第2TGV、ミトリー＝クレイエ方面               |
| 1A   | A線  | オーベール、サン＝ジェルマン＝アン＝レー、セルジー・ル・オー、ポワシー方面   |

A線とB線の間では対面乗り換えが可能である。
コンコースの東、西、南の3か所に改札口がある。東の改札口はフォーラム・デ・アルの地下4階と直結している。西の改札はメトロのレ・アル駅と、南の改札はメトロのシャトレ駅との乗り換え口である。
B線とD線の線路は駅の北側で合流しており、パリ北駅まで共通の線路を使用している。
| ← A線: オーベール駅 B,D線（共用）: パリ北駅 | シャトレ＝レ・アル駅配線図 | → A線、D線: リヨン駅 B線: サン・ミシェル＝ノートルダム駅 |
| 凡例 出典: 赤: A線、青: B線、緑: D線        |                            |                                                          |

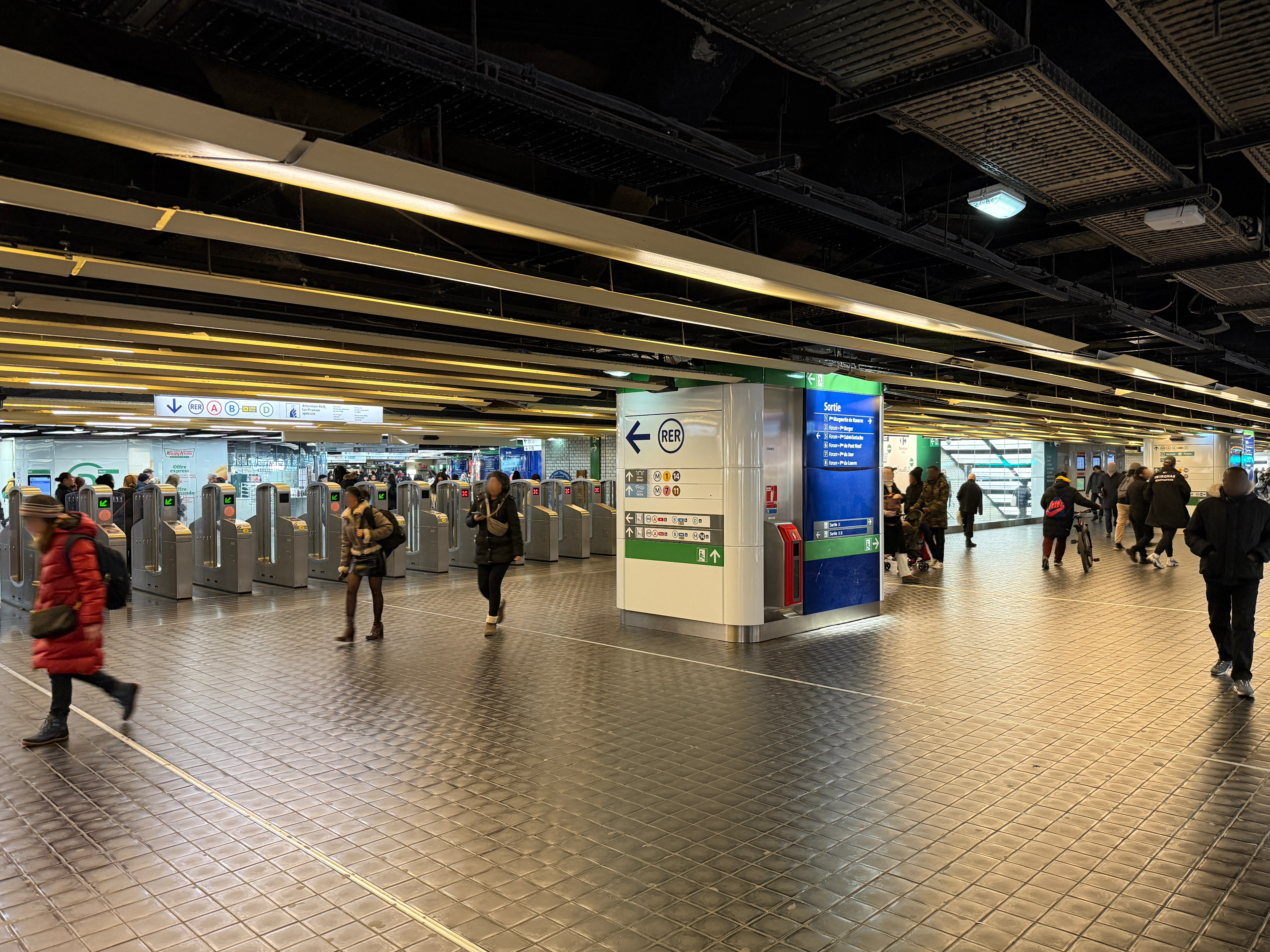
改札口
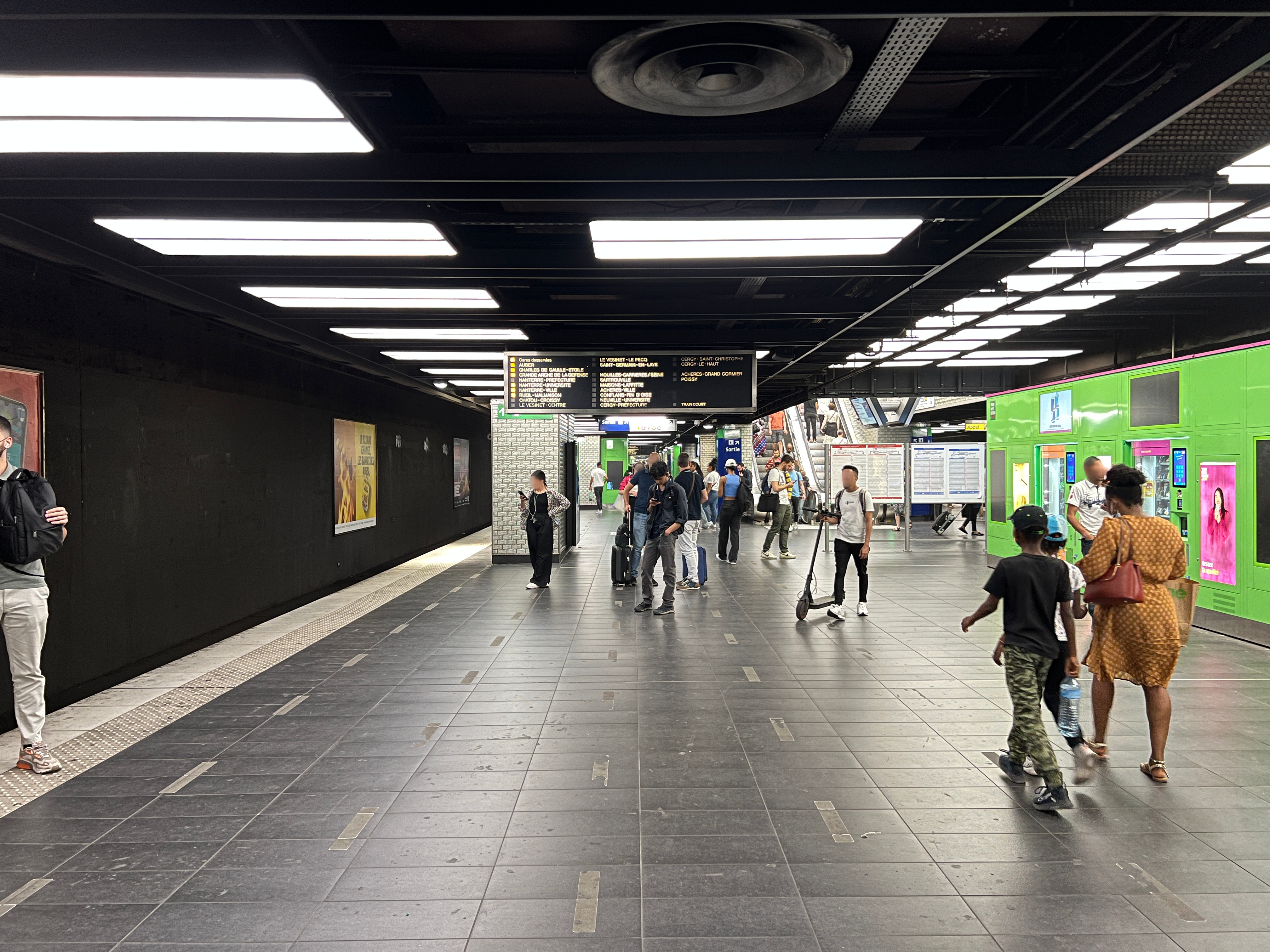
A線ホーム
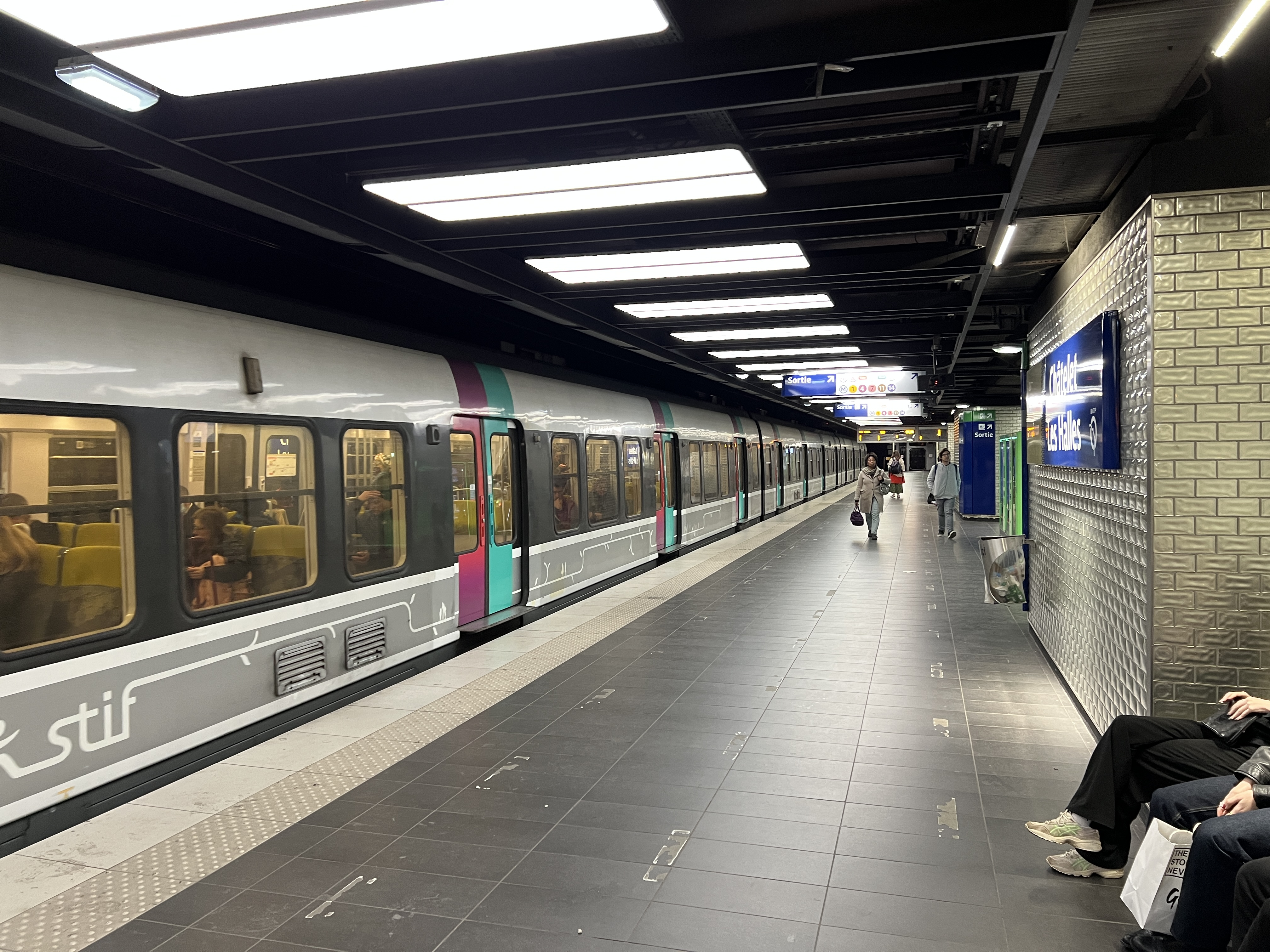
B線ホーム
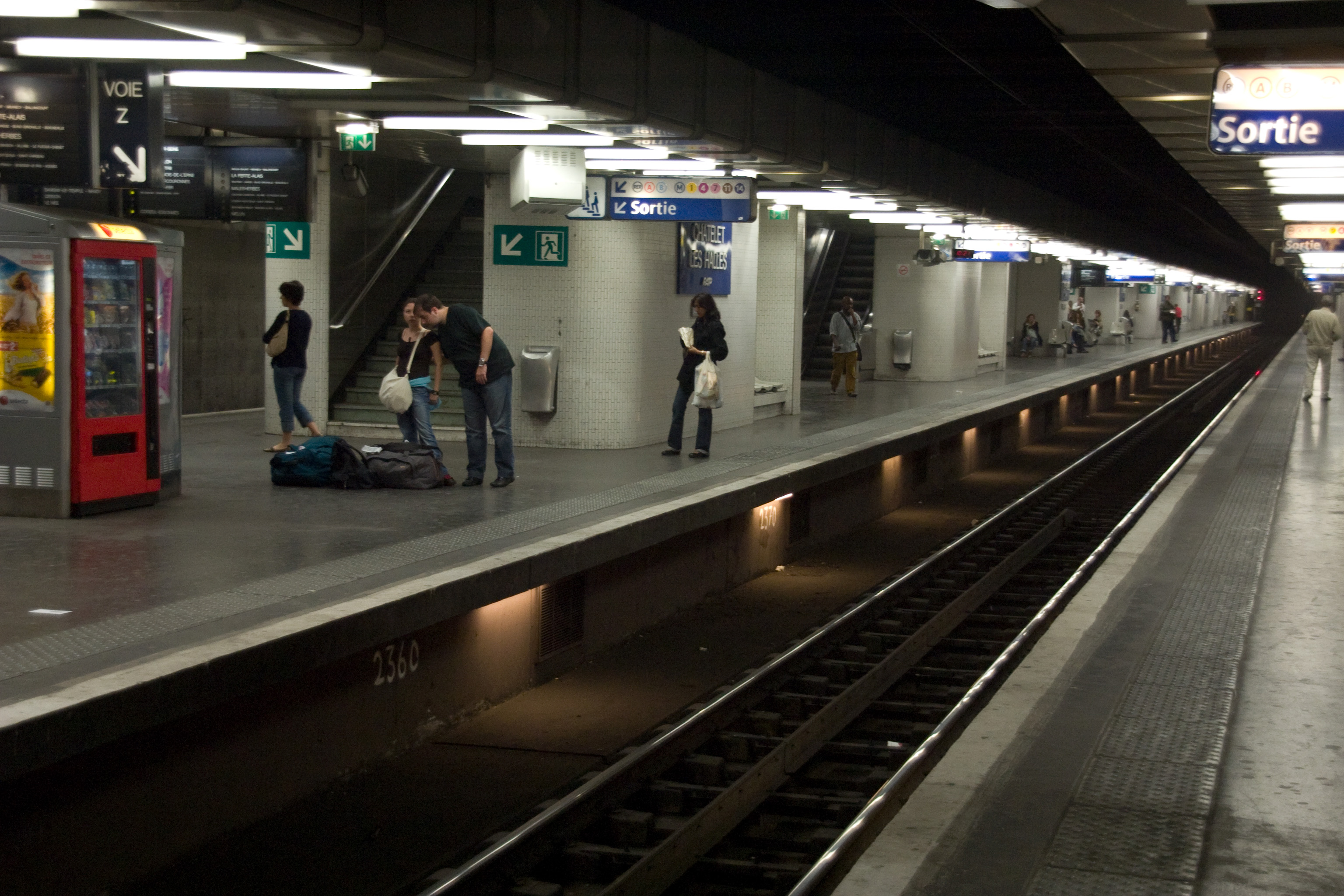
D線ホーム

## 利用状況
1日当たりの利用者数は49万3千人、接続するメトロ駅と合わせた利用者数は75万人である。

## 駅周辺

駅周辺全景

ウェストフィールド・フォーラム・デ・アルは中央市場（レ・アル）跡を再開発したもので、ヨーロッパ最大の地下街である。周辺は中世以来のパリの中心部であり、サン・トゥスタシュ教会やイノサンの泉など歴史的な名所がある一方で、商品取引所など経済活動の中枢もある。
- ウェストフィールド・フォーラム・デ・アル
- ネルソンマンデラ公園（フランス語版）
- パリ音楽図書館（フランス語版）
- サン・トゥスタシュ教会
- 旧商品取引所-ピノーコレクション（英語版、フランス語版）
- ホテル・ノボテル・パリ・レ・アル
- イノサンの泉（英語版、フランス語版）
- ジョルジュ＝ポンピドゥー広場（フランス語版）
- 時の守り人（フランス語版）

### メトロ・バスの乗り換え

シャトレ-レ・アル駅とシャトレ駅、レ・アル駅

4号線のレ・アル駅および1・4・7・11・14号線のシャトレ駅と接続している。シャトレ駅には4号線も乗り入れているが、4号線とRER各線の乗換駅はレ・アル駅とされているので相互に乗り換えの案内はない。ただしシャトレ駅の各線のうち乗り換え口から最も近くにホームがあるのは4号線である。乗り換え口から1号線ホームまでは長いオートウォークで結ばれており、7・11号線へは更にもう一度オートウォークを乗り継がなければならない。
メトロのシャトレ駅を経由して地上に出ると「シャトレ」バス停があり、多数の路線バスが発着する。また多くの深夜バスの起点でもある。駅の東側には「レ・アル-G.ポンピドゥー」バス停もあるが、発着する路線は少ない。

## 隣の駅
RER
 A線
オーベール駅 - シャトレ-レ・アル駅 - リヨン駅
 B線
パリ北駅 - シャトレ-レ・アル駅 - サン＝ミッシェル＝ノートルダム駅
 D線
パリ北駅 - シャトレ-レ・アル駅 - リヨン駅